# 尤里卡 (北卡羅萊納州)
尤里卡（英語：Eureka）是一個位於美國北卡羅萊納州韋恩縣的城鎮。

## 人口
根據2020年美國人口普查的數據，尤里卡的面積為0.89平方千米，皆為陸地。當地共有人口214人，而人口密度為每平方千米240人。